# Municipio de Marshall (condado de Platte)
El municipio de Marshall (en inglés: Marshall Township) es un municipio ubicado en el condado de Platte en el estado estadounidense de Misuri. En el año 2010 tenía una población de 716 habitantes y una densidad poblacional de 4,44 personas por km².

## Geografía
El municipio de Marshall se encuentra ubicado en las coordenadas 39°29′55″N 94°57′15″O / 39.49861, -94.95417. Según la Oficina del Censo de los Estados Unidos, el municipio tiene una superficie total de 161.37 km², de la cual 157,65 km² corresponden a tierra firme y (2,3 %) 3,72 km² es agua.

## Demografía
Según el censo de 2010, había 716 personas residiendo en el municipio de Marshall. La densidad de población era de 4,44 hab./km². De los 716 habitantes, el municipio de Marshall estaba compuesto por el 96,65 % blancos, el 0,42 % eran afroamericanos, el 0,28 % eran amerindios, el 0,28 % eran asiáticos, el 0,7 % eran de otras razas y el 1,68 % eran de una mezcla de razas. Del total de la población el 1,82 % eran hispanos o latinos de cualquier raza.